# Okresní dům (Slaný)
Okresní dům je novorenesanční dvoupatrová nárožní budova z roku 1902 stojící ve Slaném na ulici Dr. Edvarda Beneše při křižovatce s ulicemi Wilsonova, Pastýřská a Šultysova. Dům je chráněn jako nemovitá kulturní památka. Autorem návrhu budovy je architekt Jan Vejrych, stavbu provedla firma slánského stavitele Václava Havránka, na sochařské výzdobě interiéru se podílel sochař Antonín Popp. Stavět se začalo 6. července 1900, po dokončení 20. června 1902 se sem Okresní úřad přestěhoval a zahajovací schůze okresního zastupitelstva se konala 7. srpna 1902.
Dům byl do roku 1918 sídlem Okresního hejtmanství Slaný. Po vzniku Československa zde sídlil Okresní úřad politického okresu Slaný a později tentýž úřad stejnojmenného okresu správního. Koncem 20. století v tomto domě po dobu rekonstrukce svých budov sídlila Česká pošta a Česká spořitelna. V současnosti má budova až na několik prostor minimální využití. Jejím vlastníkem je město Slaný.

## Popis
Okresní dům je dvoupatrová budova s vysokou strmou sedlovou střechou a věží. Její půdorys je nepravidelně lichoběžníkový, centrální část se štítem obráceným západním směrem do křižovatky se nachází v čele zkoseného nároží. Středová věž budovy je štíhlá, jehlancová, bohatě zdobená, se zdobeným zábradlím na ochozu. Střecha budovy byla původně pokryta břidlicí, později vláknocementovými deskami, v současnosti je pobití nahrazeno měděným plechem.
Budova má po hřeben střechy výšku 25,5 metru, výška i s věží je 52 metrů.
Památkový katalog NPÚ uvádí:
Bohatě členěná eklektická fasáda je v přízemí opatřena omítkovou bosáží, prolomenou stlačeně sklenutými velkými okny. Další dvě patra člení obdélná okna s kamennými křížovými pruty a přímými suprafenestrami ve stylu „severské renesance“. Střední vstupní osa je akcentována v obou patrech balkóny a atikovým obloučkovým štítem, rovněž s balkónem na úrovni hlavní římsy, respektive pásové atiky. Motiv štítu se v uměřenějších formách opakuje též na bočních fasádách.

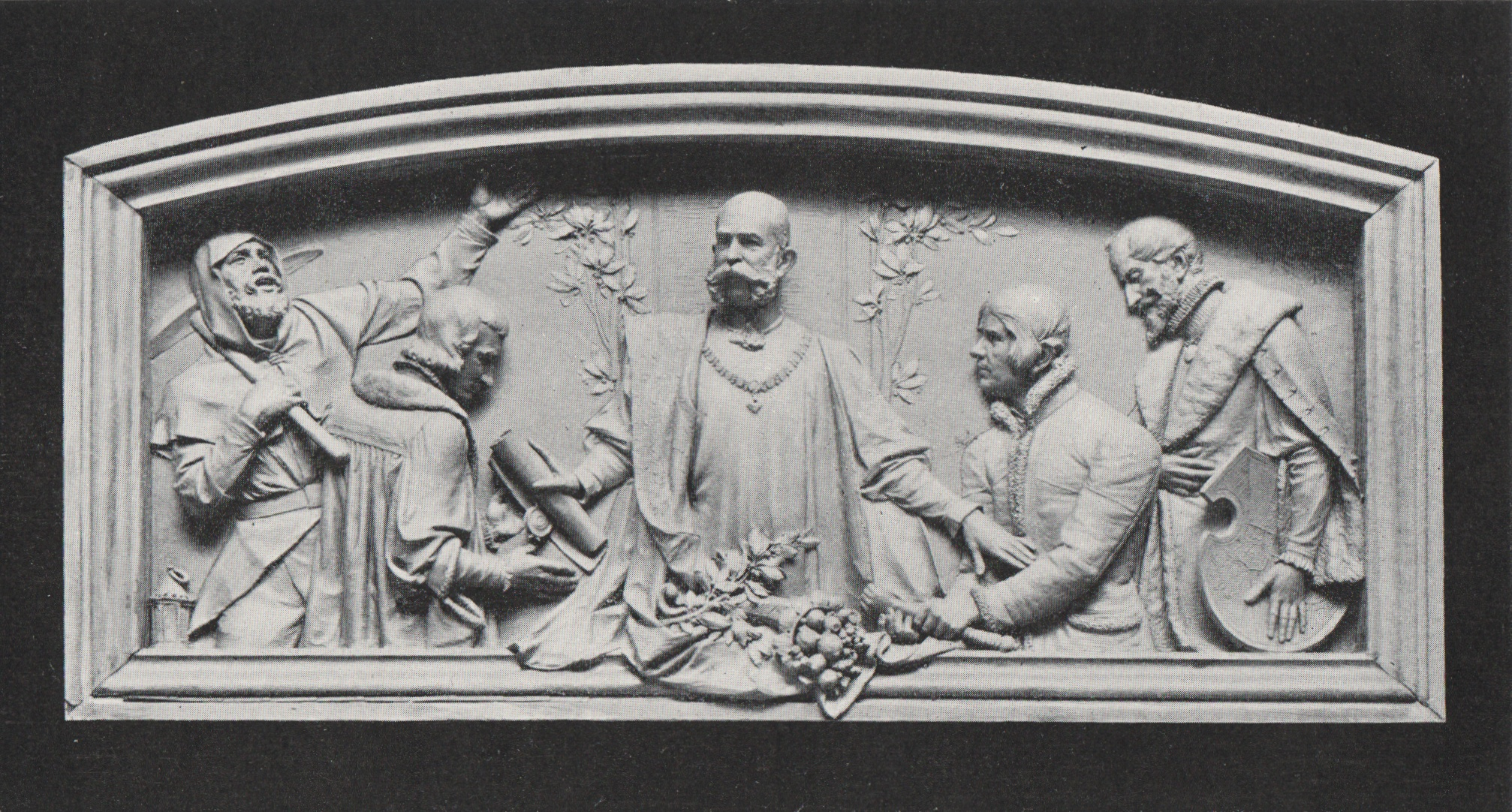
Antonín Popp: reliéf pro Okresní dům ve Slaném.

Nad portálem hlavního vchodu pod balkonem je bohatý reliéf, znázorňující udílení práv Františkem Josefem I. čtyřem stavům. Model reliéfu
vytvořil Antonín Popp, do kamene jej vytesal sochař Adolf Havel.
V přízemí byl sál s kapacitou 100 míst, velká místnost muzea a byt domovníka. V prvním patře byly prostorné kanceláře, kancelář starosty, „výborovna“ a zasedací síň okresního zastupitelstva. V zasedací síni je vysoká galerie pro veřejnost. Všechny místnosti byly zdobeny imitací dřevěného obložení, stropy byly taktéž vykládány dřevem. Výzdoba pestrými rostlinnými motivy byla provedena olejovými barvami. Truhlářské práce provedl slánský řemeslník Antonín Beránek, malby Josef Zahrádka.
Druhé patro sloužilo jako byt tajemníka úřadu. Budova byla první stavbou ve městě, která měla vlastní vodovod.